# 吳成熙
吳成熙，江西省南昌府南昌縣人，清朝政治人物、進士出身。
光緒六年（1880年），参加庚辰科殿試，登進士二甲第55名。同年五月，改翰林院庶吉士。光緒十二年四月，散館，著以知县即用。